# Norma Precision
Norma Precision (Norma, Но́рма) — шведская фирма, один из крупнейших в Европе производителей боеприпасов для стрелкового оружия. Имеет сертификат поставщика королевского двора Швеции.

## История
Фирма была основана в 1895 году в Осло братьями Энгер как «Norma Projektilfabrik A/S». Название она получила по имени оперы В.Беллини «Норма», которая была любимым музыкальным произведением одного из братьев. В 1902 году фирма переехала в Швецию (в те годы Норвегия и Швеция являлись единым государством) вследствие запроса со стороны шведских стрелковых ассоциаций, которым требовался поставщик патронов на территории собственно Швеции.
В годы Второй мировой войны фирма смогла значительно расширить бизнес. Так, в 1942 году количество занятых на «Норме» превысило 800 чел. После войны история фирмы была тесно связана с именем известного американского производителя оружия Роя Уэзерби, благодаря которому «Норма» получила ряд новых конструкторских идей.
В 1965 году «Норма»  слилась с фирмой «Свенска Металльверкен»; в тот период её производство достигло максимума (64—65 млн. штук патронов в год). На протяжении 1960-х — 2000-х годов компания 4 раза меняла владельца. С 2004 года она принадлежит одному из отделений швейцарского концерна RUAG.

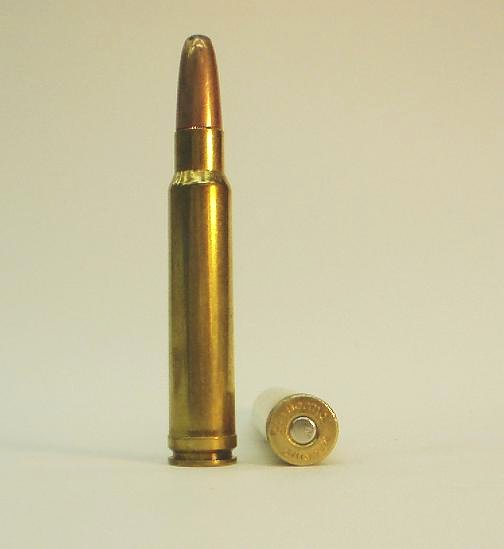
Патрон .358 Norma Magnum — первый, разработанный компанией «Норма» (1959 год)

До середины XX века «Норма» специализировалась преимущественно на производстве патронов для военного оружия, но в её продукции постоянно росла доля охотничьих боеприпасов. Начиная с конца 1950-х годов компания приступила к самостоятельной разработке и производству пуль и патронов, которые стали широко известны не только в Швеции, но и за рубежом. Постепенно компания полностью переключилась на выпуск пуль и патронов для охотничьего и спортивного оружия.

## Продукция
По состоянию на 2011 год, «Норма» ежегодно производила около 30 млн штук патронов 106 различных образцов, в том числе и весьма редких. Компании принадлежит авторство ряда патронов, к наиболее известным из которых относятся:
- 6,5-284 Norma (1963 год)
- .308 Norma Magnum (1960 год)
- .338 Norma Magnum (2009 год)
- .358 Norma Magnum (1959 год)

Пули фирмы «Норма» завоевали широкую популярность у охотников всего мира. Они с успехом применяются для всех видов охот, в том числе и на слона.